# Desmatochelys padillai
Desmatochelys padillai (лат.) — вид вымерших морских черепах из семейства протостегид (Protostegidae). Окаменелости представителей рода были найдены в верхнемеловых отложениях возрастом 130—122,46 миллионов лет (Колумбия). Его типовой образец — FCG-CBP 01, частичный скелет. Он найден в местонахождении Loma La Catalina — средняя Paja, в барремском / аптском морском известняке в формации Paja в Колумбии.